# Elaphria hypophaea
Elaphria hypophaea är en fjärilsart som beskrevs av George Francis Hampson 1920. Elaphria hypophaea ingår i släktet Elaphria och familjen nattflyn. Inga underarter finns listade i Catalogue of Life.